# Leucoraja ocellata
Leucoraja ocellata е вид акула от семейство Морски лисици (Rajidae). Видът е застрашен от изчезване.

## Разпространение и местообитание
Разпространен е в Канада (Квебек, Лабрадор, Нова Скотия и Нюфаундленд) и САЩ (Делауеър, Кънектикът, Масачузетс, Мейн, Мериленд, Ню Джърси, Ню Хампшър и Северна Каролина).
Обитава крайбрежията и пясъчните дъна на морета и заливи. Среща се на дълбочина от 5 до 120 m, при температура на водата от -0,1 до 21,3 °C и соленост 30,2 – 35,6 ‰.

## Описание
На дължина достигат до 1,1 m.
Продължителността им на живот е около 21 години. Популацията на вида е намаляваща.